# Lake Easton State Park
Der Lake Easton State Park ist ein State Park im Kittitas County im US-Bundesstaat Washington. Der 209 Hektar große Park liegt am Lake Easton in den Ausläufern der Kaskadenkette in einem durch Gletscher geformten Tal, nordwestlich der Siedlung Easton und 24 km östlich des Snoqualmie Pass.
Der Lake Easton ist ein 111 Hektar großer Stausee des Yakima River. Die Staumauer, der Easton Diversion Dam, ist eine 20 m hohe und 579 m lange Gewichtsstaumauer aus Beton. Der Lake Easton ist etwa 1,6 km lang und hat ein Fassungsvermögen von 6,1 Mio. m³. In den See mündet auch der Kachess River, der Abfluss des Kachess Lake. Der Easton Diversion Dam wurde 1928 vom Bureau of Reclamation als Teil des Yakima Project zur künstlichen Bewässerung des Yakima Valley fertiggestellt. Das Gelände für den Park wurde in fünf Teilen zwischen 1961 und 1991 vom Staat für insgesamt 1.435.809 US-Dollar erworben.
Das Parkgelände ist teils noch mit einem Urwald aus Douglasien, Riesenlebensbäumen und Westamerikanischen Hemlocktannen bewaldet. Der Park verfügt über einen ganzjährig geöffneten Campingplatz mit über 130 Stellplätzen und hat eine 7,3 km lange Uferlinie zum Lake Easton. Am Seeufer befindet sich eine Bootsrampe, ein sechs Meter langer Anlegesteg und ein Schwimmbereich. Durch den Park führen neun Kilometer Wege, die im Sommer als Wanderwege und im Winter als Skilanglaufpisten dienen. Auf der Südseite des Sees verläuft die ehemalige Bahntrasse der Milwaukee Road, die jetzt Teil des Iron Horse State Park und ein beliebter Wanderweg ist.